# Talal ben Abdallah Al Rachid
Talal ben Abdallah Al Rachid est le deuxième émir de Haïl de la dynastie Al Rachid.